# Offendorf
Pour l’article homonyme, voir Offendorf (Ratekau).
Offendorf est une commune française située dans la circonscription administrative du Bas-Rhin et, depuis le 1er janvier 2021, dans le territoire de la Collectivité européenne d'Alsace, en région Grand Est.

## Géographie
Offendorf est un village situé au bord du Rhin, à une vingtaine de kilomètres au nord de Strasbourg. L'Ill y a son embouchure.
La section bas-rhinoise du Conservatoire des sites alsaciens est implantée dans la commune.

### Hydrographie

#### Réseau hydrographique
La commune est dans le bassin versant du Rhin au sein du bassin Rhin-Meuse. Elle est drainée par le Grand canal d'Alsace, le Rhin, l'Ill, la rivière le Landgraben, le bras du Rhin le Mühlrhein (Mühl-Rhein) et le bras du Rhin le Bronngiessen,.
Le Grand canal d'Alsace, d'une longueur de 93 km, prend sa source dans la commune de Schœnau et se jette  dans 0 à Erstein, après avoir traversé 31 communes.
Le Rhin, long de 1 233 Km est le plus long fleuve se déversant dans la mer du Nord et de l'une des voies navigables les plus fréquentées du monde. Il traverse la Suisse, l'Autriche, l'Allemagne et les Pays-Bas et marque la frontière entre l'Allemagne et la France.
L'Ill, d'une longueur de 217 km, prend sa source dans la commune de Winkel et se jette  dans le Grand Canal d'Alsace sur la commune depuis 1974, par le canal de dérivation depuis la La Wantzenau en aval du barrage hydroélectrique de Gambsheim, après avoir traversé 68 communes.
Le Landgraben, d'une longueur de 41 km, prend sa source dans la commune de Berstett et se jette  dans le bras du Rhin le Mühlrhein à Offendorf, après avoir traversé onze communes.

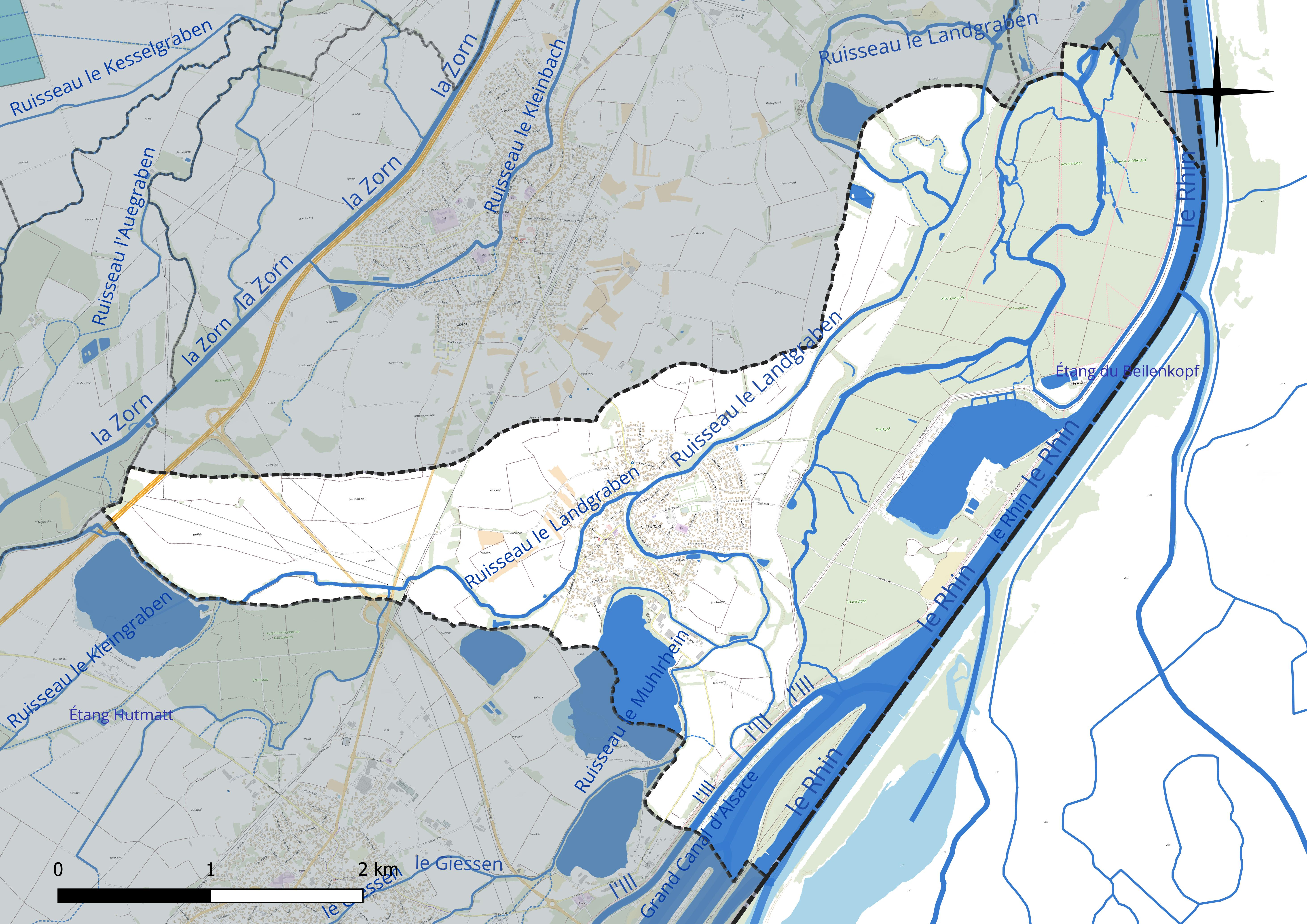
Réseau hydrographique d'Offendorf.

Un plan d'eau complète le réseau hydrographique : l'étang du Beilenkopf (1,4 ha),.

#### Gestion et qualité des eaux
Le territoire communal est couvert par le schéma d'aménagement et de gestion des eaux (SAGE) « Ill Nappe Rhin ». Ce document de planification concerne la nappe phréatique rhénane, les cours d'eau de la plaine d'Alsace et du piémont oriental du Sundgau, les canaux situés entre l'Ill et le Rhin et les zones humides de la plaine d'Alsace. Le périmètre s’étend sur 3 596 km2. Il a été approuvé le 17 janvier 2005. La structure porteuse de l'élaboration et de la mise en œuvre est la région Grand Est.
La qualité des cours d’eau peut être consultée sur un site dédié géré par les agences de l’eau et l’Agence française pour la biodiversité.

### Climat
Pour des articles plus généraux, voir Climat du Grand Est et Climat du Bas-Rhin.
En 2010, le climat de la commune est de type climat des marges montargnardes, selon une étude du Centre national de la recherche scientifique s'appuyant sur une série de données couvrant la période 1971-2000. En 2020, Météo-France publie une typologie des climats de la France métropolitaine dans laquelle la commune est exposée à un climat semi-continental et est dans la région climatique  Alsace, caractérisée par une pluviométrie faible, particulièrement en automne et en hiver, un été chaud et bien ensoleillé, une humidité de l’air basse au printemps et en été, des vents faibles et des brouillards fréquents en automne (25 à 30 jours).
Pour la période 1971-2000, la température annuelle moyenne est de 10,7 °C, avec une amplitude thermique annuelle de 17,9 °C. Le cumul annuel moyen de précipitations est de 796 mm, avec 10 jours de précipitations en janvier et 10,1 jours en juillet. Pour la période 1991-2020, la température moyenne annuelle observée sur la station météorologique de Météo-France la plus proche, « Waltenheim-sur-zorn », sur la commune de Waltenheim-sur-Zorn à 21 km à vol d'oiseau, est de 11,3 °C et le cumul annuel moyen de précipitations est de 652,2 mm. 
La température maximale relevée sur cette station est de 38 °C, atteinte le 7 août 2015 ; la température minimale est de −14,9 °C, atteinte le 20 décembre 2009,,.
Les paramètres climatiques de la commune ont été estimés pour le milieu du siècle (2041-2070) selon différents scénarios d'émission de gaz à effet de serre à partir des nouvelles projections climatiques de référence DRIAS-2020. Ils sont consultables sur un site dédié publié par Météo-France en novembre 2022.

## Urbanisme

### Typologie
Au 1er janvier 2024, Offendorf est catégorisée petite ville, selon la nouvelle grille communale de densité à sept niveaux définie par l'Insee en 2022.
Elle appartient à l'unité urbaine d'Offendorf, une unité urbaine monocommunale constituant une ville isolée,. Par ailleurs la commune fait partie de l'aire d'attraction de Strasbourg (partie française), dont elle est une commune de la couronne,. Cette aire, qui regroupe 268 communes, est catégorisée dans les aires de 700 000 habitants ou plus (hors Paris),.

### Occupation des sols
L'occupation des sols de la commune, telle qu'elle ressort de la base de données européenne d’occupation biophysique des sols Corine Land Cover (CLC), est marquée par l'importance des territoires agricoles (41,7 % en 2018), une proportion sensiblement équivalente à celle de 1990 (41,4 %). La répartition détaillée en 2018 est la suivante : forêts (32,4 %), terres arables (31 %), eaux continentales (18,2 %), zones agricoles hétérogènes (10,7 %), zones urbanisées (7,8 %). L'évolution de l’occupation des sols de la commune et de ses infrastructures peut être observée sur les différentes représentations cartographiques du territoire : la carte de Cassini (XVIIIe siècle), la carte d'état-major (1820-1866) et les cartes ou photos aériennes de l'IGN pour la période actuelle (1950 à aujourd'hui).

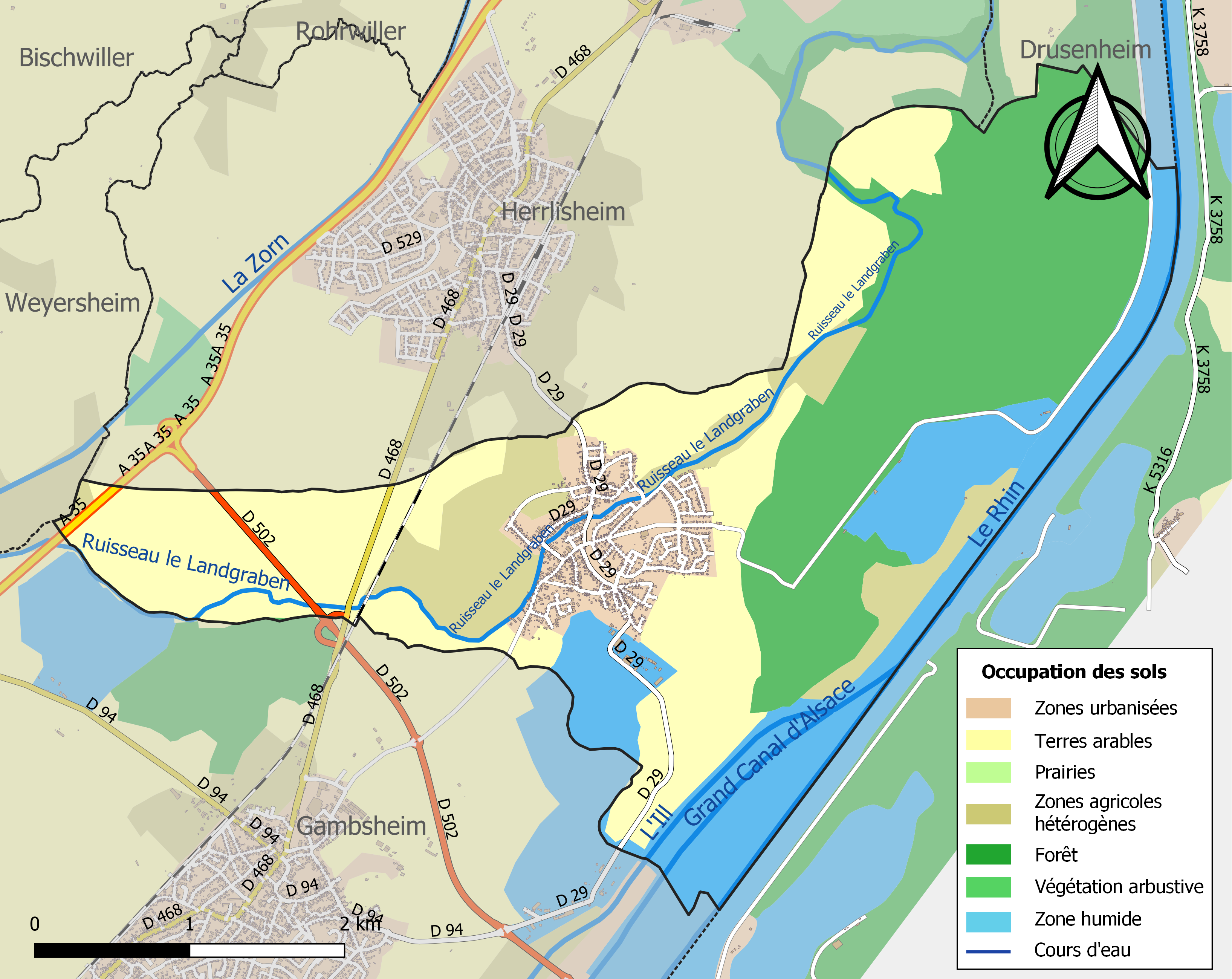
Carte des infrastructures et de l'occupation des sols de la commune en 2018 (CLC).

## Histoire
Offendorf serrait une commune datant de la fin du IXe siècle, fondée au bord du Rhin, sauvage, le long d'un méandre du bras du Rhin, le Mühlrhein, et au sud du Landgraben. Il s'agissait d'un village d'agriculteurs et de pêcheurs, qui avait surtout une forte vocation batelière. En 1939, les habitants sont contraints de se réfugier à La Croisille sur Briance (Haute-Vienne).A la fin de la seconde guerre mondiale, Offendorf fut comme les villages voisins très endommagé et dû être reconstruit, notamment le centre de la commune.

### Héraldique
| Blason de Offendorf | Blason  | Parti, au premier coupé d'or à trois chevrons de gueules, d'argent au lion de sable, à la bordure de gueules, au deuxième d'azur au poisson d'argent posé en barre. |
| Blason de Offendorf | Détails | Création d'arme rappelant d'une part la seigneurie de Hanau-Lichtenberg et dans le parti senestre les occupations des habitants de l'ancien village ».              |

## Politique et administration

### Liste des maires
| Période      | Période      | Identité                                    | Étiquette                | Qualité |
| ------------ | ------------ | ------------------------------------------- | ------------------------ | --- |
| 1789         | 1794         | François Antoine Hild                       |                          | Médecin (chirurgien) |
| 1794         | 1799         |                                             |                          | |
| 1799         | 1804         | Thiebaut Laas                               |                          | Cordonnier et laboureur |
| 1804         | 1809         | Michel Lauffer                              |                          | Cultivateur |
| 1809         | 1816         | François Antoine Vix                        |                          | Cordonnier ? |
| 1816         | 1821         | Jean Jacques Veith                          |                          | Boucher à Drusenheim Aubergiste |
| 1821         | 1830         | Louis Hibou                                 |                          | Meunier |
| 1830         | 1831         | François Schnoering                         |                          | Batelier |
| 1831         | 1839         | Chrétien Blattner                           |                          | Cordonnier |
| 1839         | 22 mars 1842 | André Schwob                                |                          | Laboureur |
| 23 mars 1842 | 1843         | Michel Nonn                                 |                          | Laboureur |
| 1843         | 1848         | Aloyse Schotter                             |                          | Meunier |
| 1848         | 17 mars 1852 | Jean Étienne Yordey                         |                          | Receveur des douanes à Drusenheim |
| 18 mars 1852 | 19 mars 1862 | Aloyse Schotter                             |                          | Meunier |
| 20 mars 1862 | 1902         | Jean-Baptiste Hibou                         |                          | Meunier |
| 1902         | 14 mai 1926  | François Kustner                            |                          | Cantonnier |
| 15 mai 1926  | 1926         | Xavier Stein                                |                          | Meunier |
| 1926         | 1935         | Louis Hibou                                 |                          | Meunier |
| 1935         | mars 1965    | Charles Yordey                              |                          | Agriculteur Président de la Chambre d'Agriculture du Bas-Rhin |
| mars 1965    | mars 1977    | Ernest Freund                               |                          | |
| mars 1977    | mars 1989    | Joseph Hibou                                |                          | Meunier |
| mars 1989    | En cours     | Denis Hommel Réélu pour le mandat 2020-2026 | RPR puis ADA puis UMP-LR | Directeur de société retraité Conseiller régional d'Alsace (1998 → 2004) Conseiller départemental de Bischwiller (2015 → 2021) Président de la CC du Pays Rhénan (2020 → ) |

## Démographie
L'évolution du nombre d'habitants est connue à travers les recensements de la population effectués dans la commune depuis 1793. Pour les communes de moins de 10 000 habitants, une enquête de recensement portant sur toute la population est réalisée tous les cinq ans, les populations de référence des années intermédiaires étant quant à elles estimées par interpolation ou extrapolation. Pour la commune, le premier recensement exhaustif entrant dans le cadre du nouveau dispositif a été réalisé en 2006.

En 2022, la commune comptait 2 481 habitants, en évolution de −0,28 % par rapport à 2016 (Bas-Rhin : +3,17 %, France hors Mayotte : +2,11 %).
| 1793 | 1800 | 1806 | 1821  | 1831  | 1836  | 1841  | 1846  | 1851  |
| ---- | ---- | ---- | ----- | ----- | ----- | ----- | ----- | ----- |
| 762  | 412  | 866  | 1 172 | 1 249 | 1 346 | 1 403 | 1 450 | 1 464 |

| 1856  | 1861  | 1866  | 1871  | 1875  | 1880  | 1885  | 1890  | 1895  |
| ----- | ----- | ----- | ----- | ----- | ----- | ----- | ----- | ----- |
| 1 234 | 1 309 | 1 375 | 1 342 | 1 360 | 1 338 | 1 269 | 1 167 | 1 104 |

| 1900  | 1905  | 1910  | 1921  | 1926  | 1931  | 1936  | 1946  | 1954  |
| ----- | ----- | ----- | ----- | ----- | ----- | ----- | ----- | ----- |
| 1 112 | 1 168 | 1 143 | 1 389 | 1 420 | 1 607 | 1 629 | 1 659 | 1 570 |

| 1962  | 1968  | 1975  | 1982  | 1990  | 1999  | 2006  | 2011  | 2016  |
| ----- | ----- | ----- | ----- | ----- | ----- | ----- | ----- | ----- |
| 1 994 | 1 829 | 1 790 | 1 734 | 1 640 | 1 886 | 2 026 | 2 183 | 2 488 |

| 2021  | 2022  | - | - | - | - | - | - | - |
| ----- | ----- | - | - | - | - | - | - | - |
| 2 493 | 2 481 | - | - | - | - | - | - | - |

Le nombre d'habitants a augmenté de 24 % entre 1990 et 2006 (de 1 640 à 2 026 habitants), soit une augmentation annuelle moyenne d'1,5 %.
Le nombre d'actifs est d'environ 1 050, soit un peu plus de la moitié de la population offendorfoise.
Les logements sont au nombre de 820.

## Lieux et monuments

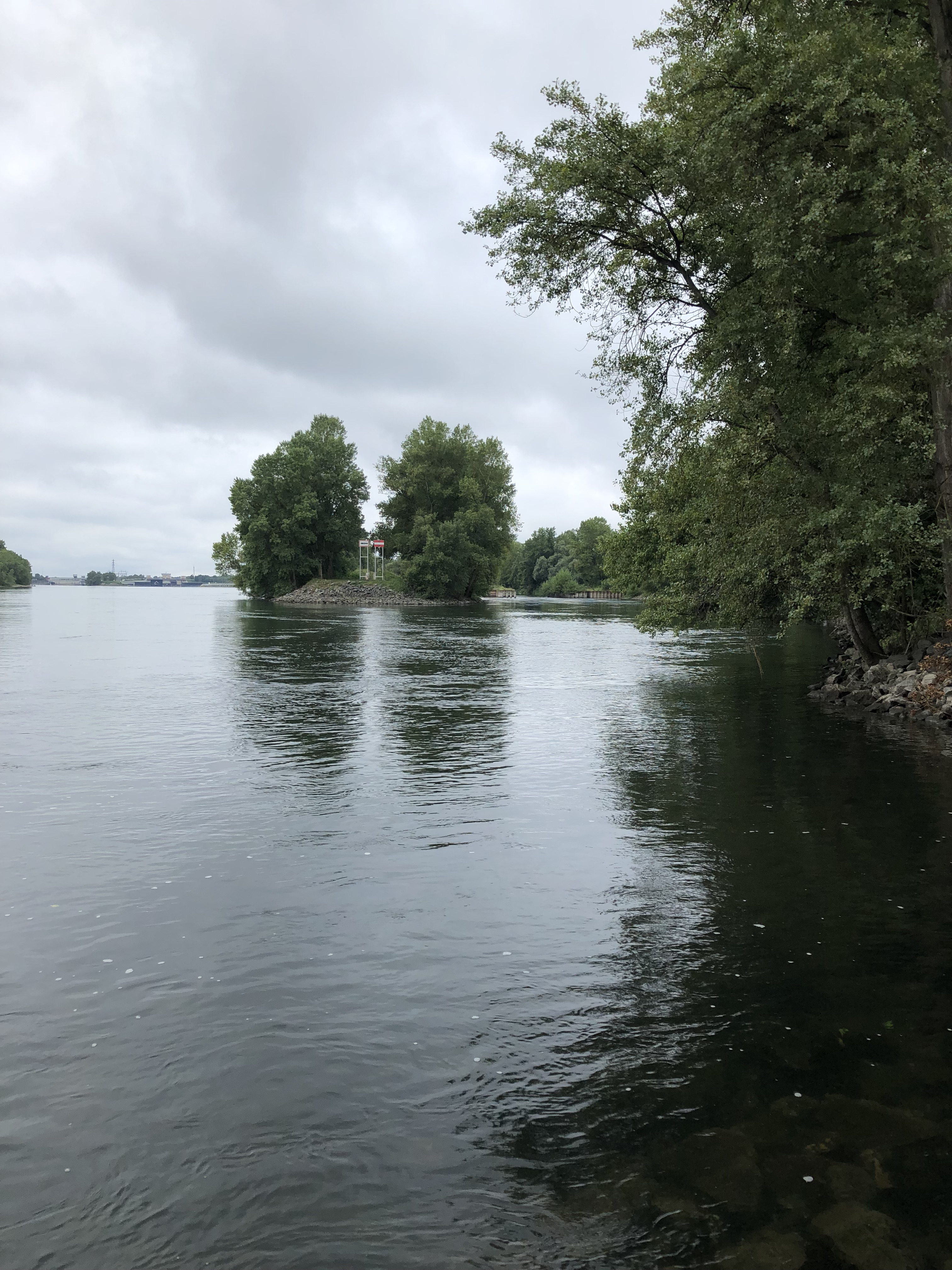
Le canal de dérivation de l'Ill (à droite) débouche dans le Rhin.

- Musée de l'histoire de la batellerie dans la péniche CABRO (inauguration en 2001)[34].
- Réserve biologique mixte du Rossmoerder (en forêt domaniale d'Offendorf).
- Réserve naturelle nationale de la forêt d'Offendorf (par décret du 27 novembre 1996 pour la partie située sur le territoire de la commune d'Offendorf, sur une superficie de 289,248 1 hectares).
- Le port d'Offendorf, de plus de 50 hectares[35].